# NGC 6004
NGC 6004 este o galaxie spirală situată în constelația Șarpele. A fost descoperită în 14 iunie 1879 de către Édouard Stephan⁠(d). Se află la o distanță de 41,5 de megaparseci de Pământ.